# Cristóvão II Apaúnio
Cristóvão II Apaúnio (em armênio: Քրիստափոր Բ Ապահունի; romaniz.: K’ristap’or B Apahuni) foi o católico da Armênia de 628 a 630.

## História
Cristóvão era membro da família Apaúnio a descendeu de Abraão, o bispo de Restúnia de 594 a 600. Nasceu em data incerta em Apaúnia, o distrito (gavar) de sua família. Foi nomeado católico após a morte de Comitas (r. 615–628) em 628 pelo marzobã Basterotes II. Segundo Sebeos (cap. XXVIII), rapidamente se revelou um "homem arrogante e ímpio", cuja "língua é afiada como uma espada". Segundo o mesmo historiador, causou dissensões entre Basterotes e seus irmãos e, após dois anos no cargo, foi afastado durante um julgamento em que dois homens de sua própria família testemunharam contra ele; por outro lado, João V e Samuel de Ani o veem como vítima de seus adversários. Ele retirou-se para um eremitério na aldeia de Ulique, no distrito de Masiazócia, no oeste de Airarate.